# Lee El
Kim Chi-hyŏn
Lee El (Tên thật: Kim Ji-hyun sinh ngày 26 tháng 8 năm 1982) là một nữ diễn viên Hàn Quốc. Cô được biết đến nhiều nhất với các vai phụ trong bộ phim Inside Men (2015), phim truyền hình It Okay, That Love, Guardian: The Lonely and Great God (2016, 2015) và A Korea Odyssey (2017-2018) và Black. Cô đóng vai chính đầu tiên trong bộ phim What a Man Wants.

## Đóng phim

### Phim điện ảnh
| Năm  | Tiêu đề             | Vai trò              | Ghi chú |
| ---- | ------------------- | -------------------- | ------- |
| 2009 | Secret              | Young-sook           |         |
| 2010 | The Yellow Sea      | Joo-young            |         |
| 2012 | Pacemaker           | Choi Min-kyung       |         |
| 2012 | Masquerade          | Ahn Gae-shi          |         |
| 2014 | Actress is Too Much | Sarah                |         |
| 2014 | Man on High Heels   | Do Do                |         |
| 2015 | Inside Men          | Joo Eun-hye          | [ 2 ]   |
| 2018 | What a Man Wants    | Jenny                | [ 3 ]   |
| 2019 | Call                | Young-sook's motherr | [ 4 ]   |

| Năm  | Tiêu đề                                | Vai trò                  | Mạng        |
| ---- | -------------------------------------- | ------------------------ | ----------- |
| 2009 | Good Job, Good Job                     | Min-joo                  | MBC         |
| 2011 | White Christmas                        | Oh Jung-hye              | KBS2        |
| 2011 | Detectives in Trouble                  | Yoo Hye-min              | KBS2        |
| 2011 | Công chúa '                            | Mae-hyang                | KBS2        |
| 2012 | Wild Romance                           | Mi-jin                   | KBS2        |
| 2013 | 7th Grade Civil Servan                 | Park Soo-young           | MBC         |
| 2013 | Drama Festival – Swine Escape          | Wol-Hyang                | MBC         |
| 2014 | Mother's Garden                        | Kim Ja-kyung             | MBC         |
| 2014 | It's Okay, That's Love                 | Se-ra (ep.1-2)           | SBS         |
| 2014 | Liar Game                              | Oh Jung-ah (Jaime)       | tvN         |
| 2015 | More than a Maid                       | Lady Kang                | JTBC        |
| 2015 | Divorce Lawyer in Love                 | Han Mi-ri                | SBS         |
| 2015 | My Beautiful Bride                     | Son Hye-jung             | OCN         |
| 2015 | Hello Monster                          | Kang Sung-eun (tập 9-10) | KBS2        |
| 2015 | Imaginary Cat                          | Dokgo Soon               | MBC Every 1 |
| 2016 | Monster                                | Ok Chae-ryung            | MBC         |
| 2016 | Entourage                              | Chính mình (ep.13-14)    | tvN         |
| 2016 | Người bảo vệ: Vị thần cô đơn và vĩ đại | Samsin Halmoni           | tvN         |
| 2017 | Black                                  | Yoon Soo-wan             | OCN         |
| 2017 | Hoa Du Ký                              | Ma Ji-young              | tvN         |
| 2018 | Matrimonial Chaos                      | Jin Yoo-young            | KBS2        |
| 2019 | When the Devil Calls Your Name         | Ji Seo-young             | tvN         |

## Rạp hát
| Năm       | Tiêu đề          | Vai trò |
| --------- | ---------------- | ------- |
| 2011-2012 | Return to Hamlet | So-hee  |

## Giải thưởng và đề cử
| Năm  | Giải thưởng                                 | thể loại                                                                           | Đề cử             | Kết quả |
| ---- | ------------------------------------------- | ---------------------------------------------------------------------------------- | ----------------- | ------- |
| 2016 | Giải thưởng Grand Bell lần thứ 53           | Nữ phụ xuất sắc nhất                                                               | Inside Men        | Đề cử   |
| 2016 | Giải thưởng phim truyền hình MBC lần thứ 35 | Giải thưởng diễn xuất vàng, nữ diễn viên trong một dự án phim truyền hình đặc biệt | Monster           | Đề cử   |
| 2018 | Giải thưởng phim truyền hình KBS            | Giải thưởng xuất sắc, Nữ diễn viên trong một Miniseries                            | Matrimonial Chaos | Đề cử   |